# Gianfranco Chiarini
Gianfranco Chiarini (nacido el 8 de enero de 1966, Ferrara, Italia) es un chef, músico, empresario y presentador italiano. Celebridad culinaria de la televisión Europea, poseedor de estrellas Michelin en el mundo de alta gastronomía. El estilo culinario de Chiarini es la Alta cocina de Fusión Italiana. Su vasta carrera profesional incluye restaurantes de estrellas Michelin, líneas de cruceros y hoteles de súper lujo, así como consultor, ingeniería de alimentos e investigación y desarrollo de alimentos y nuevos productos (R&D).

## Biografía
Gianfranco Chiarini nació en Ferrara, Italia creció en un ambiente multicultural y proveniente de orígenes Italo-Colombiano. Chiarini creció entre Italia, Venezuela y Estados Unidos. Sus padres son Leonor Gonzáles, decoradora y diseñadora de interiores y Luciano Chiarini Toselli, publicista profesional.

## Vida personal
El 7 de septiembre de 2010, Chiarini se casó con Anna Kinga Jarosławska, ahora Anna Chiarini, nacida en Słupsk, Polonia. Graduada en la Universidad de Hamburgo en comunicación audiovisual y literatura Italiana. La pareja vive actualmente residenciada en Ferrara, Italia del Norte.

## Carrera musical
Chiarini fue músico profesional en previos años de su vida, inicialmente como cantante de rock en pubs y night-clubs abriendo conciertos para bandas de rock Americano. Posteriormente se convirtió en el cantante de la famosa banda musical Barranco Mix, ganadora de tres Grammys Latinos en 1994. La banda toco repetidas veces en el Johnny Canales show en Corpus Christi, Texas con Reina de música Tejana, Selena y la banda mexicana de rock contemporáneo Maná. Barranco se convirtió en el grupo revelación de la reconocida Feria de Cali en Colombia, donde famosos músicos latinoamericanos han tocado. Chiarini se desempeñó como uno de los líderes vocales de la banda, desde 1993–1996, hasta que tomó la decisión de retirarse para continuar su carrera de chef profesional.

## Comienzos de su carrera de chef
En 1986, Chiarini comenzó sus estudios culinarios en el Instituto de Alta Gastronomía de Caracas, Venezuela, el cual fue posteriormente clausurado debido a inestabilidades políticas en ese país. Durante ese periodo Chiarini estudio y se desarrolló en diversos restaurantes de la capital.
En 1996, Chiarini retorno a los Estados Unidos de América, para continuar sus estudios en el Pittsburgh Culinary Institute. Aquí, una vez más se dedicó a estudiar y a trabajar en restaurantes practicando técnicas de cocina y sala. 
Después de graduarse en el Pittsburgh Culinary Institute, se mudó a Francia France, donde completo su educación culinaria en la prestigiosa academia de alta cocina Le Cordón Bleu Paris. 
Mientras estudio en Le Cordón Bleu trabajo en el restaurante (**Michelin) Carré des Feuillants, bajo la tutela y supervisión del maestro Alain Dutournier. Posteriormente retornando a Roma, Italia trabajo bajo el chef Ejecutivo Heinz Beck en el restaurante (***Michelin), La Pérgola. Posteriormente regresó a su nativa Ferrara, Italia donde Chiarini trabajo como sous chef en el reconocido (*Michelin) Antichi Sapori y la Hostería Savonarola. Mudándose posteriormente a Alemania donde le ofrecieron la oportunidad de encargarse de la cocina en conjunto con el Chef Ejecutivo y dueño, S. Leypold, en el The Pirsch Mühle.

## Carrera profesional
En el 2000 Chiarini se muda al enigmático Medio Oriente donde se desempeñó primariamente como consultor culinario para Intercontinental Hotels, en Omán. También trabajó como consultor para Al Bustan Palace y la cadena Shangri-La Hotels. Posteriormente se mudó a Bahrain, donde desarrolló conceptos culinarios y eventos para Mövenpick y Marriott Hotels. En Kuwait se convirtió en chef ejecutivo para el Courtyard Deluxe Edition de la cadena Marriott Hotels. Allí estableció el afamado restaurante de lujo y de especialidades Nor-Italianas Il Forno y a su vez ejecutó dos exitosas Chaines des Rotisseurs. 
Todavía en Kuwait, Chiarini preparó senas elaboradas y exóticas para su Alteza, el difunto Sheikh Jaber Al-Ahmad Al-Jaber Al-Sabah y la familia real. También allí en Kuwait, se convirtió en el chef celebridad de televisión de la cadena Al Rai TV donde filmó más de 50 shows de cocina para esta cadena televisiva. 
Chiarini ha trabajado adicionalmente en España, Inglaterra e Irlanda así como en África, Asia, Australia, Nueva Zelandia y Oceanía. En África Chiarini trabajo para la cadena hotelera Starwood en el Sheraton Luxury Collection en Addis Abeba, Etiopía. En Etiopía, Chiarini preparó galas culinarias para personalidades tales como el expresidente de los Estados Unidos de América Jimmy Carter y la primera dama Rossalyn Carter, el presidente de Israel Shimon Peres, Presidentes de la (UA) Unión Africana, y el expresidente de Egipto Hosni Mubarak. 
Chiarini invirtió tiempo en Asia donde se educó en la cultura gastronomita de estas tierras milenarias. Este periodo lo instruyo en los detalles clásicos de la culinaria Asiática, países como, China, Corea, Camboya, Vietnam, Tailandia, Malasia, Singapur, y las Filipinas han sido de gran enseñanza en la creación de su reconocida cocina fusión. Todavía en Asia, trabajo para la cadena hotelera de súper lujo Rixos, en la ciudad de Antalya donde se desempeñó como chef ejecutivo de especialidades Europeas y de fusión internacional. Aquí sirvió a personalidades tales como, el presidente de Turquía, Abdullah Gül, el vicepresidente de Irak, Tariq al-Hashimi y el primer ministro de la república de Uzbekistán, Shavkat Mirziyoyev.
En el 2011 Chiarini publicó su primer libro culinario titulado, "The New Renaissance of Italian Fusion Cuisine 1.0" (The Emerald Book), que traduce: El Renacimiento de la Nueva Cocina Fusion Italiana (El Libro Esmeralda). La autoridad de culinaria, enología y turismo de Australia, VisitVineyards.com, ha categorizado este libro entre los primeros 12 mejores y más hermosos libros de cocina para los años 2010-2011.
El libro comparte el primer lugar de la lista con el libro del restaurante Noma. Noma fue nominado mejor restaurante del mundo en el 2011 por el Huffington Post, la guía San Pellegrino's 50 Best Restaurants y Restaurant Magazine's Top 50. 
En enero del 2011, Chiarini fue destacado como chef estelar de la revista 8 Magazine (Thamāniya) en Arabia Saudita y el resto de los países de habla árabe.
En el 1 de mayo de 2011, Chiarini es invitado a aparecer en la CNN Turquía, donde es entrevistado por el periodista de CNN Pinar Esen con relación a la trilogía de sus libros "El Nuevo Renacimiento de cocina de fusión italiana 1.0.
La entrevista de 25 minutos da pie al evento de vinos de primera clase "Kayra Vinos Terra y Festival Gastronómico" en Estambul, Turquía, donde chef Chiarini fue el invitado de honor. El evento incluyó una gala Michelin con un menú de siete portadas y reunió a importantes personalidades del Jet-set Turco. El evento tuvo lugar en el restaurante italiano Mia Mensa, uno de los restaurantes más populares de Estambul. El evento anual reúne a chefs de fama mundial y los amantes del vino en la "Cocina internacional con Terra", que comparte una armonía única de vino y artes culinarias del mundo.
El 4 de junio de 2011, Chiarini lanza el primer restaurante de lujo italiano en Calcuta, India, Casa Toscana. Al término de la inauguración de la Casa Toscana, Chiarini se despide de la India invitando a destacadas personalidades, dando lugar a una cena lujosa en AFRAA restaurant.
La cena incluye una pequeña lista de invitados del Jet-set local, incluyendo Beth Payne, EE. UU. Cónsul General de Calcuta, India, el conocido empresario Duras Neotia y su célebre esposa Madhu Neotia, la diseñadora de moda india Anamika Khanna, y el famoso joyero Raj Mahtani, así como otros afluentes ciudadanos bengalíes.
A partir de 2011, Chiarini trabaja desde Italia, dando asesoría culinaria a varias empresas de fabricación de alimentos ingredientes con sede en Hamburgo y Holzminden en Alemania. Desempeñando la posición de Chef Consultor Ejecutivo y Corporativo para las regiones de Europe, África y el Medio Oriente (EMEA). Creando y diseñando nuevos conceptos culinarios de marcas comerciales en todo el mundo. Chef Chiarini trabaja actualmente con diversas marcas mundiales en la investigación y desarrollo de alimentos, especialmente en la zona del Benelux de Europa.
El 26 de junio del 2012, Chef Gianfranco Chiarini fue honrado con la valiosa oportunidad de tener su segundo libro "La Perla" de la trilogía de El Nuevo Renacimiento de la Cocina de Fusión Italiana, firmado de la mano del "maestro de todos los maestros".  El legendario Paul Bocuse, en su restaurante de *** (3 estrellas Michelin) localizado en el número 40 Rue de la Plage 69660 Collonges-au-Mont-d'Or, Francia.